# Isosaari (ö i Finland, Kajanaland, Kajana, lat 64,51, long 28,20)
Isosaari är en ö i Finland. Den ligger i sjön Ristijärvi och i kommunen Ristijärvi i den ekonomiska regionen  Kajana ekonomiska region  och landskapet Kajanaland, i den centrala delen av landet, 500 km norr om huvudstaden Helsingfors. Öns area är 1,4 hektar och dess största längd är 490 meter i öst-västlig riktning.